# Ledesma (kommun)
Ledesma är en kommun i Spanien.   Den ligger i provinsen Provincia de Salamanca och regionen Kastilien och Leon, i den centrala delen av landet, 210 km väster om huvudstaden Madrid. Antalet invånare är 1 909. Arean är 141 kvadratkilometer.
Terrängen i Ledesma är platt.